# Vampyr
Denna artikel handlar om den mytologiska varelsen. För andra betydelser, se Vampyr (olika betydelser).

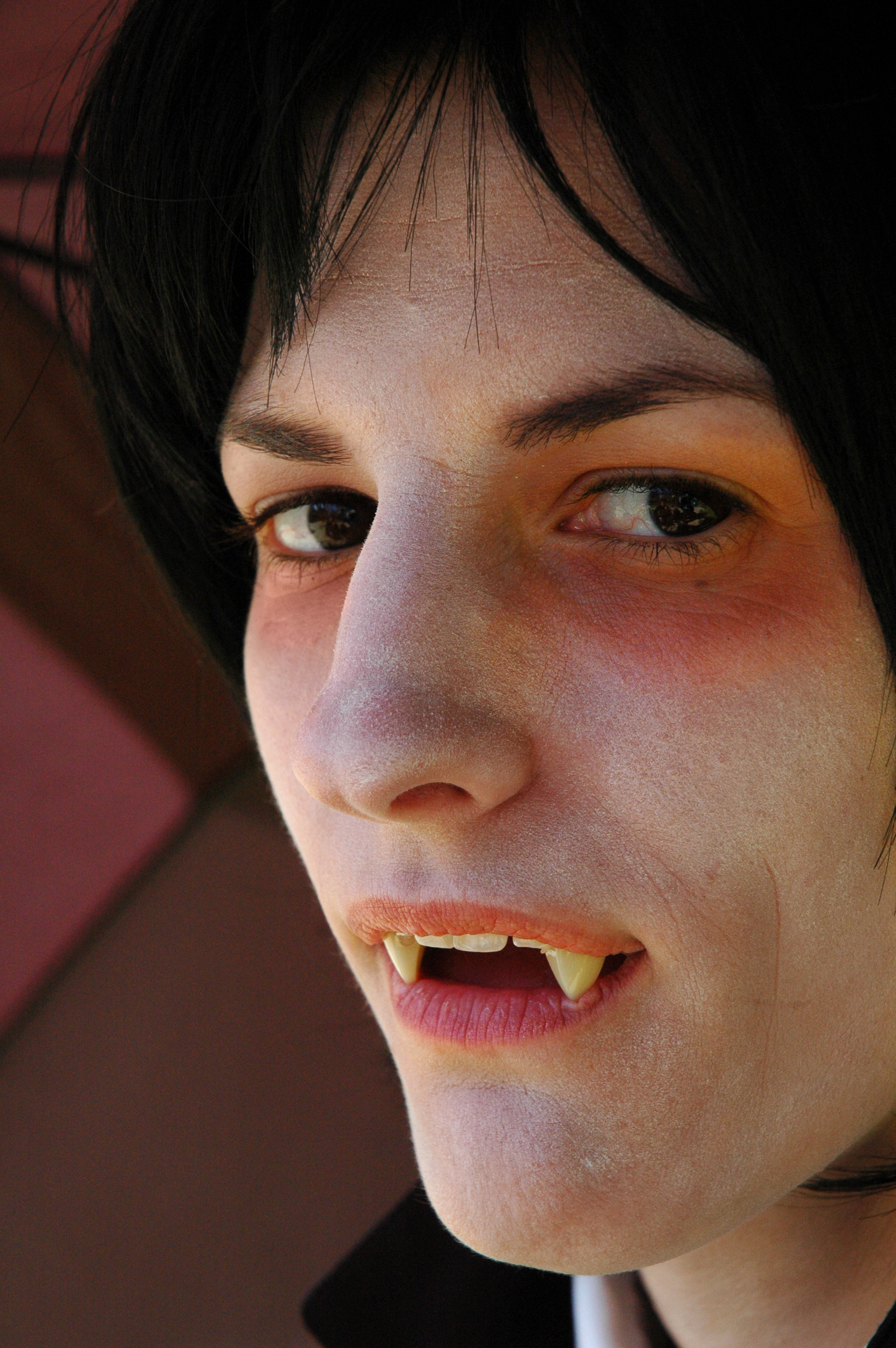
Människa utklädd till vampyr.

En vampyr är en mytologisk varelse, med övernaturliga krafter och förmågor. Legender om vampyrliknande väsen finns i många av jordens kulturer. Det finns många olika uppfattningar om vad en vampyr är; i vissa fall är det en odöd människa som fortsätter livet efter detta som vampyr, i andra fall är det en egen ras som lever parallellt med människan. I moderna berättelser måste vampyrer dricka människoblod för att överleva, men detta är sällan en del av äldre folktro.

## Legender och folktro
Legender om vampyrliknande varelser och deras handlingar förekommer långt tillbaka – exempel på döda som går igen och plågar de levande finns bland annat i Mesopotamien, i form av ekimmu, och i antikens Grekland var lamian ett kvinnligt monster som rövade bort barn, och enligt Ovidius kunde förvandlas till en fågel och dricka blod.
Många begravningsritualer kan ha sitt ursprung i en vilja att förhindra gengångare, speciellt om personen dött en våldsam död. Exemplen är många: man har kopplat Tacitus beskrivning av hur germanerna använde begravning i en mosse som skamstraff, och i synnerhet att de täcktes av flätverk till detta, liksom hur Bockstensmannen kastats med huvudet före i en mosse och sedan naglats fast med träpålar.
Den förste som behandlade vampyrerna metodologiskt i ett akademiskt verk var den bysantinske bibliotekarien vid Vatikanbiblioteket, Leo Allatius, i dennes De Graecorum hodie quirundam opinationibus (1645), vari han förutom andra mytologiska monster även beskriver den grekiska vampyren vrykolakas (ordet är besläktat med varulv).
Inom malaysiska skräckhistorier finns bajangen som är en form av vampyr som uppstår ur dödfödda barn och ofta har formen av en katt.

## Den moderna vampyren
Under 1700-talet börjar intresset i lärda kretsar på allvar väckas för vampyrer, med berättelser som den om Arnold Paole, som också ledde till att ordet "vampyr" började spridas.
Under 1800-talet ökade det litterära intresset och figuren undergick ytterligare utveckling; istället för zombie-artade monstruösa djur blev de till intelligenta och farliga motståndare som inte åldrades och besatt många övernaturliga krafter. Vampyren som ädling med en sensuell, lockande sida hos vampyren, tog form med John Polidoris Lord Ruthven (baserad på lord Byron) i The Vampyre. Under resten av 1800-talet fortsatte det att produceras vampyrfiktion, till exempel Sheridan Le Fanus Carmilla med en sensuell kvinnlig vampyr. Den mest kända produkten är dock Bram Stokers Dracula, som till skillnad från de tidigare exemplen skildrar en vampyr med klart frånstötande drag och som mer än något annat verk definierat den moderna vampyren, på legenderna om den valakiske vojvoden Vlad III Dracula, men de båda har inte mycket mer än själva namnet gemensamt.

## Vampyrens egenskaper
Vampyrens utseende skiljer sig starkt mellan legender och modern litteratur: i de senare är de ofta likbleka och smärta, i de förra ter de sig antingen som fullt normala människor, eller till och med ovanligt friska. Att vampyrer inte kan se sin egen spegelbild är påhitt av Bram Stoker, vilket sedan häftat vid figuren. I många filmer och böcker förstör därför vampyrer systematiskt speglar eller hänger skynken framför dem. Stoker skriver i sin bok bland annat att greve Dracula omgående förstör en rakspegel så fort han får syn på den, med motiveringen att spegeln är ett obehagligt påhitt av mänsklig fåfänga likväl som upphovet till allt ont.
I många berättelser – även i folktron – är vampyrer nattaktiva, vilket ibland motiveras med att de inte tål solljus. Att de skulle dö av det har inte direkt med Bram Stoker att göra, men är ett vanligt sätt för Dracula att dö på film. Vampyrer måste bli inbjudna för att kunna komma in i ett hus.
Med vissa undantag har vampyren stor motståndskraft mot all materiell påverkan. De tros ofta kunna förvandla sig till dimma, till en fladdermus. De antas ha övernaturlig styrka, snabbhet, smidighet och intelligens, vara mycket vackra och vissa tros kunna dominera eller kontrollera människor. De sägs också ha fantastiskt välutvecklade sinnen såsom syn, hörsel, luktsinne, balans etc. Det sägs också att de kan lukta sig till blod. 
Den jord som vampyren begravts i kan ha speciell mening och flera filmer visar hur vampyren fraktar med sig sin likkista, fylld med jord från graven, eller t.o.m. reser i kistan. Strömmande vatten har också speciell mening och vanligen kan vampyrer inte korsa vattendrag, utom möjligen om de under tiden ligger i sin kista.
I många verk är vampyren tvungen att jaga och söka nya offer och att dricka deras blod för att inte tyna bort och dö.

## Hur en vampyr skapas
Det vanligaste sättet inom populärkulturen på vilket en människa blir en vampyr är att personen bits av en annan vampyr, och det förekommer också inom folktron, liksom även andra sätt på vilket vampyrism smittar. Vanligen är dock smittan något som dödar över en något längre tid än i populärkulturen. Det förekommer också att man kan vara vampyr medan man fortfarande är i livet.
Det finns också andra sätt på vilka man efter döden enligt sägnerna skulle kunna bli en vampyr, såsom:
- de som tar livet av sig själva.[13]
- de som dött under våldsamma förhållanden.[13]
- de som själva varit våldsamma.[13]
- de som varit alkoholister.[13]
- de som dött ensamma.[13]
- de som varit häxor och trollkarlar.[13]
- den som fötts som det sjunde barnet i en familj med barn av ett och samma kön.[13]
- ett oäkta barn till oäkta föräldrar.[13]
- den som avlats på en helgdag.[13]
- den som först dog i en epidemi.[13]
- om en hund, katt eller fladdermus passerade över kroppen, eller en människa sträckte sig över den.[13]

Inom populärkulturen är det dock temat med smitta via bett som är vanligast, med en del variationer. Ibland framställs det som att vampyren kan välja vilken teknik som ska tillämpas vid bettet och antingen döda offret, plåga det eller förvandla det till vampyr. I Låt den rätte komma in beskrivs vampyrismen som en smitta, om offret överlever bettet förvandlas det till vampyr, om offret dör återuppstår det som ett odött, vampyrliknande likmonster såvida inte kroppen blivit "avstängd" på något sätt, det vill säga att dess skick förstörts så pass mycket att smittan inte kan styra den. Även i Twilight-serien blir alla som överlever bettet en vampyr då de fått i sig ett sorts gift som endast sprids genom vampyrbett, vilket orsakar förvandlingen. I TV-serien The Vampire Diaries blir en människa vampyr när hon dör med vampyrblod i kroppen, vaknar till liv igen, och sedan dricker människoblod för att fullborda transformationen.
Det är ett vanligt tema att vampyrer, när de precis förvandlats, är vildare än sina mer garvade fränder och har svårt att kontrollera sig själva. Så är fallet i Frostbiten, där de nya vampyrerna inte kan styra sin törst.

## Motmedel
I folktron förekommer flera sätt att bli kvitt en vampyr. Pålning är vanligt, och kan ske genom flera olika kroppsdelar, och materialet i pålens betydelse variera: ibland går det bra med en järnpåle, ibland skall det vara ett speciellt träslag som hagtorn eller ek. Pålningen kan dock bara hålla vampyren i graven, inte döda den. För att göra detta krävs vanligen att kroppen förstörs, genom t.ex. förbränning. På andra platser var sådant tvärtom olämpligt, och kunde leda till att en gengångare skapades av ilska över behandlingen. Ibland har man försökt se till att själen inte skulle kunna vandra ut och in ur kroppen via kroppsöppningarna, vanligen munnen, genom att tillsluta dessa på olika sätt. Även järn har ansetts som verksamt mot vampyrer, liksom att kasta frön i graven: vampyren skulle bli tvungen att räkna dessa, vanligen i mycket långsam takt, och på så sätt hållas lugn. Nät med knutar fungerar på liknande sätt. Även halshuggning och uttagande av hjärtat är metoder som potentiellt kan få en vampyr att sluta gå igen.
Det är även allmänt vedertaget att man ska kunna finna vampyrens grav innan det mörknar eftersom den ska befinna sig i sin kista vid det laget. Denna kunskap kan man använda för att göra sig av med den, alternativt märka ut stället under dagen för att återkomma någon annan dag. Ett till sätt att identifiera en vampyrs sovplats väl vid kyrkogården eller var man nu befinner sig sägs vara låta en orörd på en vit hanhäst rida och patrullera platsen. Skulle kreaturet känna obehag inför att överkorsa ett visst område av den yta som patrulleras så kan en vampyr befinna sig därunder jorden, oftast i en kista om man ska tro den västerländska legenden.
I populärkulturen skall vitlök ha kraft att stöta bort (men inte skada) vampyrer, liksom vissa religiösa symboler (vanligen kors eller krucifix). Vampyrer sägs sky symbolen av den religion de tillhörde när de var människor: judar som blivit vampyrer skyr med andra ord davidsstjärnan medan kristna vampyrer skyr korset. I filmer är det dock oftast skildrat att ingen vampyr tål kors, exempelvis i Buffy och vampyrerna där korset bränner vampyrens hud om de vidrör det. Även vigvatten fungerar som skydd, ty det fräter som syra på vampyrens hud. I folktron är det dock ovanligt med sådan religiös koppling, då vampyrer egentligen inte har med religion att göra. Inom populärkulturen har pålningen blivit dödlig, men måste däremot ske med en påle av trä genom hjärtat. Halshuggning är fortsatt verksamt, och vampyrer kan inte tåla solljus. Vampyrer tål inte järnört, men de blir bara försvagade av den.
Det är omtvistat om vitlök inte skadar vampyren. I en del legender kan det skada om man kör ned vitlök i halsgropen på vampyren. Liksom om man skulle få för sig att knyta ett krucifix runt halsen på den berörda kroppen genom att klättra ned i kistan dagtid.
Enligt vissa versioner kan vampyrer inte på eget bevåg träda in i bebodda hus utan att ha blivit inbjudna (som i The Vampire Diaries samt boken och filmen Låt den rätte komma in). I vissa filmer och böcker är vampyren dessutom förhindrad att korsa rinnande vatten.
Undantag finns dock, exempelvis med solljuset. I Bram Stokers Dracula tål vampyrerna solljus men försvagas av det. I Stephanie Meyers Twilight tål vampyrerna solljus men deras hud reflekterar det så att de glittrar, vilket gör att de inte kan visa sig i solljus inför människor utan att avslöja att de är annorlunda. Twilight-böckerna beskriver att myten om att brinna av solljus kommer av att människor har förväxlat det starka ljus vampyrerna reflekterar i solen, med att de brinner (människan har för svagt sinne för att förstå övernaturliga förklaringar). I filmen Dylan Dog: Dead of Night blir vampyrerna tillfälligt bedövade av en distraktionsgranat som innehåller magnesium, då detta ämne enligt filmens utsago brinner med samma intensitet som solen.
Även silver är dödligt för vampyrer i många teorier och myter.

## Mytens ursprung
Sjukdomen porfyri anges ofta som ursprung till vampyrmyten. Dess symptom liknar den moderna bilden av vampyrer: en oförmåga att binda hemoglobinet i blodet gör att bäraren ser blek ut; porfyrinet som lagras nära huden är ljuskänsligt (vampyrernas rädsla för solljus) och vitlök innehåller enzymer som under vissa omständigheter kan döda dem. Dessutom kan porfyrinet orsaka att tandköttet dras tillbaka så att tänderna ser större ut, och blodtörsten kan komma av bristen på friskt hemoglobin. Teorin är dock inte hållbar, eftersom de flesta av dessa detaljer lagts till vampyrmyten i sen tid.
Troligare är därför att idéerna om gengångare har uppstått då man inte vetat hur en död kropp beter sig: vid gravöppningar har man sett saker man snarare associerar med levande än (nyligen) döda kroppar, som avsaknad av rigor mortis, värme (från nedbrytningsprocesserna) och flytande blod (också ett resultat av nedbrytningen), och därav dragit slutsatsen att liket inte är dött på riktigt.